# Lilia Ossadtchaïa
Lilia Semenivna Ossadtchaïa (russe : Лилия Семёновна Осадчая et russe : Осадча Лілія Семенівна[pas clair] son pays de naissance[pas clair]), née le 5 février 1953 à Tcherkassy (RSS d'Ukraine), est une ancienne joueuse soviétique puis ukrainienne de volley-ball.
Elle est médaillée d'argent aux Jeux de 1976.

## Carrière
Ossadtchaïa est médaillée d'argent lors des Jeux olympiques d'été de 1976 ainsi que championne d'Europe en 1975 et médaillée d'argent au Mondiaux 1974 et de bronze aux Mondiaux 1978.

## Palmarès
- Jeux olympiques
  -  1976 à Montréal.
- Championnat du monde
  -  1978 à Leningrad.
  -  1974 à Guadalajara.

- Championnat d'Europe
  -  1975 à Belgrade.